# Specie di Psechridae
Di seguito sono descritte tutte le 50 specie della famiglia di ragni Psechridae note al giugno 2014.

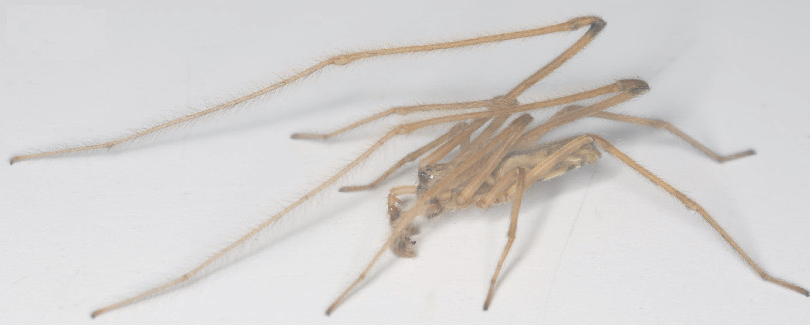
Fecenia cylindrata, maschio

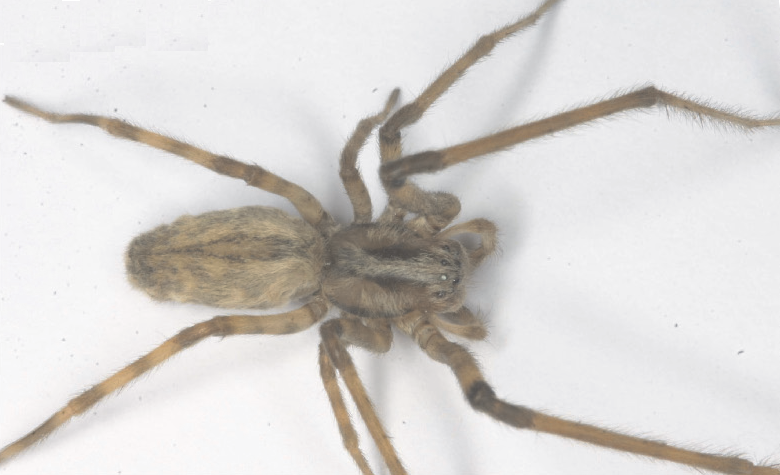
Fecenia protensa, femmina

## Fecenia
- Fecenia Simon, 1887
  - Fecenia cylindrata Thorell, 1895 — Cina, Myanmar
  - Fecenia macilenta (Simon, 1885) — Malaysia
  - Fecenia ochracea (Doleschall, 1859) — dalle Filippine al Queensland
  - Fecenia protensa Thorell, 1891 — isole Nicobare, Thailandia, Malaysia, Singapore, Sumatra, Borneo, Bali

## Psechrus
- Psechrus Thorell, 1878
  - Psechrus aluco Bayer, 2012 — Giava
  - Psechrus ancoralis Bayer & Jäger, 2010 — Laos
  - Psechrus annulatus Kulczinski, 1908 — Giava
  - Psechrus antraeus Bayer & Jäger, 2010 — Laos
  - Psechrus arcuatus Bayer, 2012 — Sumatra
  - Psechrus argentatus (Doleschall, 1859) — dalla Malaysia al Queensland
  - Psechrus borneo Levi, 1982 — Borneo
  - Psechrus cebu Murphy, 1986 — Filippine
  - Psechrus clavis Bayer, 2012 — Taiwan
  - Psechrus crepido Bayer, 2012 — India
  - Psechrus decollatus Bayer, 2012 — Giava
  - Psechrus demiror Bayer, 2012 — Vietnam, Cambogia e/o Laos
  - Psechrus elachys Bayer, 2012 — Thailandia
  - Psechrus fuscai Bayer, 2012 — Cina
  - Psechrus ghecuanus Thorell, 1897 — India, Myanmar, Thailandia, Cina
  - Psechrus hartmanni Bayer, 2012 — Sri Lanka
  - Psechrus himalayanus Simon, 1906 — India, Nepal, Bhutan
  - Psechrus inflatus Bayer, 2012 — Cina
  - Psechrus jaegeri Bayer, 2012 — Thailandia, Laos
  - Psechrus jinggangensis Wang & Yin, 2001 — Cina
  - Psechrus kenting Yoshida, 2009 — Taiwan
  - Psechrus khammouan Jäger, 2007 — Laos
  - Psechrus kinabalu Levi, 1982 — Borneo
  - Psechrus kunmingensis Yin, Wang & Zhang, 1985 — Cina
  - Psechrus laos Bayer, 2012 — Laos
  - Psechrus libelti Kulczinski, 1908 — dalla Thailandia al Borneo
  - Psechrus luangprabang Jäger, 2007 — Laos
  - Psechrus marsyandi Levi, 1982 — Nepal
  - Psechrus mulu Levi, 1982 — Borneo
  - Psechrus norops Bayer, 2012 — Malaysia
  - Psechrus obtectus Bayer, 2012 — Vietnam
  - Psechrus pakawini Bayer, 2012 — Myanmar, Thailandia
  - Psechrus rani Wang & Yin, 2001 — Cina, Vietnam
  - Psechrus schwendingeri Bayer, 2012 — Filippine
  - Psechrus senoculatus Yin, Wang & Zhang, 1985 — Cina
  - Psechrus sinensis Berland & Berland, 1914 — Cina
  - Psechrus singaporensis Thorell, 1894 — Cina, Malaysia, Giava, Sumatra
  - Psechrus steineri Bayer & Jäger, 2010 — Laos
  - Psechrus taiwanensis Wang & Yin, 2001 — Taiwan
  - Psechrus tauricornis Bayer, 2012 — Sri Lanka
  - Psechrus tingpingensis Yin, Wang & Zhang, 1985 — Cina
  - Psechrus torvus (O. P.-Cambridge, 1869) — Sri Lanka, India, Cina, Taiwan
  - Psechrus triangulus Yang et al., 2003 — Cina
  - Psechrus ulcus Bayer, 2012 — Borneo
  - Psechrus vivax Bayer, 2012 — Thailandia
  - Psechrus zygon Bayer, 2012 — Sri Lanka